# Miss Randy Crawford
Miss Randy Crawford – drugi album studyjny amerykańskiej piosenkarki jazzowej Randy Crawford, wydany w 1977 przez wytwórnię Warner Bros. Records pod numerem katalogowym BS 3083 (USA). Zawiera m.in. covery przebojów „Desperado” grupy The Eagles i „Over My Head” grupy Fleetwood Mac.

## Spis utworów
| A1. | "Hallelujah, Glory Hallelujah" (Juanita Rogers)          | 3:44  |
|     |                                                          |       |
| A2. | "I Can't Get You Off My Mind" (Dee Ervin/Merria Ross)    | 3:14  |
|     |                                                          |       |
| A3. | "I'm Under The Influence Of You" (Paul Kelly)            | 3:15  |
|     |                                                          |       |
| A4. | "Over My Head" (Christine McVie)                         | 3:05  |
|     |                                                          |       |
| A5. | "Desperado" (Don Henley/Glenn Frey)                      | 3:25  |
|     |                                                          |       |
| B1. | "Take It Away From Her (Put It On Me)" (Paul Kelly)      | 2:20  |
|     |                                                          |       |
| B2. | "Single Woman, Married Man" (Joey Carbone/Lanny Lambert) | 3:02  |
|     |                                                          |       |
| B3. | "Half Steppin' " (Curtis Wilkins)                        | 3:36  |
|     |                                                          |       |
| B4. | "This Man" (Linda Lance-Oates/Ron Oates)                 | 3:04  |
|     |                                                          |       |
| B5. | "At Last " (Harry Warren/Mack Gordon)                    | 2:25  |
|     |                                                          |       |
|     |                                                          | 31:10 |
|     |                                                          |       |